# Polsko-turecká válka (1620–1621)
Polsko-turecká válka (1620–1621), nebo první polsko-turecká válka byl vojenský konflikt mezi polsko-litevskou Republikou obou národů a Osmanskou říší o kontrolu nad Moldavským knížectvím.
Od konce 16. století se polští magnáti stále více vměšovali do záležitostí Moldavského knížectví, které však Osmanská říše považovala za svou sféru vlivu. Nevoli Turků vůči Polákům vyvolávaly i vpády kozáků, poddaných polského království, na osmanská území.
Roku 1619 sedmihradský kníže Gabriel Bethlen povstal proti Habsburkům. Polský král Zikmund III. Vasa poslal Habsburkům na pomoc vojsko tzv. lisovčíků, kteří v bitvě u Humenného rozbili sedmihradské vojsko Jiřího I. Rákócziho. Poté se Sedmihradsko obrátilo s žádostí o pomoc k Osmanům a moldavský kníže Gaspar Graziani přešel na stranu Polska.
Osmanský sultán Osman II. reagoval souhlasem s podporu Sedmihradska a vyslal velkou armádu proti Polsku. Na podzim 1620 Turci porazili polsko-litevské vojsko v bitvě u Cecory, ve které padl slavný polský vojevůdce Stanisław Żółkiewski.
Na jaře 1621 turecká armáda vedená Osmanem II. vyrazila z Istanbulu a postupovala na sever k polským hranicím. S polskou armádou se Turci střetli v bitvě u Chotynu (Chotyn leží na Ukrajině nedaleko ukrajinsko-moldavsko-rumunského pomezí) a podlehli ji.
Válku ukončila Chotynská smlouva uzavřená po bitvě. Smlouva zakotvila hranici mezi osmanskými a polskými zeměmi na Dněstru a status Moldávie jako osmanského vazala. 
Mír trval do roku 1633, kdy vypukla další polsko-turecká válka (1633–1634).